# Fiestas del Santo Niño
Las  fiestas del Santo Niño son unas fiestas, declaradas el 11 de febrero de 1986 como de interés turístico regional, que se celebran cada primer domingo de septiembre en el municipio español de Majaelrayo situado en el norte de la provincia de Guadalajara. La encargada de organizar la celebración es la Hermandad del Santo Niño aunque participa también el resto del pueblo. 

## Desarrollo
Los protagonistas de la fiesta son ocho danzantes, aunque antiguamente eran doce, que bailan, con unos característicos trajes, delante de la imagen del Santo Niño, piezas de paloteo, de las clásicas cintas, y otras de un nutrido y tradicional repertorio serrano como la Danza de Espadas, donde las espadas se entrecruzan con una especie de escudito o cobertera, o la Danza de las Fajas que, al igual que con las cintas, tratan de tejer y entrelazar. Estos bailes se realizan ante la iglesia y en otros lugares del pueblo. Los danzantes intervienen en la fiesta activamente, ayudando en la Misa, y acompañando al sacerdote cuando se traslada en procesión hasta la plaza. Antiguamente, ellos interpretaban también una especie de "auto" o comedia humanística, de raíz pastoril, así como recitaban una loa en honor del Santo Niño. Acompaña a los danznates una botarga, figura revestida de traje multicolor, con careta o sin ella, y sonajas colgando que hace de acompañamiento y asusta a los niños. El botarga lleva un cuerno en el que hay gachas con el que unta a los asistentes a misa que se duerman después de la noche de fiesta.
Hasta el siglo XVIII esta fiesta se celebraba el tercer domingo de enero, festividad del Santo Niño, pero a mediados de dicho siglo se comenzó a celebrar el primer domingo de septiembre. La dedicación de los vecinos a la trashumancia originó el cambio, puesto que éstos marchaban con sus rebaños a pasar el invierno en tierras extremeñas, quedando el pueblo sin hombres que pudieran protagonizar la fiesta.